# Kari Koskelainen
Kari Koskelainen (* 24. Mai 1982) ist ein ehemaliger finnischer Unihockeyspieler, welcher in der Offensive flexibel einsetzbar war. Seine präferierte Position war die Position des Centers. Er wurde mit der Nationalmannschaft Finnlands 2008 Weltmeister und nahm an zahlreichen internationalen Turnieren teil.
Koskelainen stand als Spieler zuletzt beim Nationalliga-A-Verein HC Rychenberg Winterthur unter Vertrag. Aktuell ist der dort und in der Schweizer Frauen A-Nationalmannschaft als Trainer tätig.

## Spielerkarriere

### Verein
Im Alter von 15 Jahren schloss sich der Sohn eines Kunstturners KKV Keravan an. Seine Entwicklung blieb nicht unbeobachtet. Im Jahr 2000 schloss er sich dem finnischen Spitzenclub Helsingfors IFK an. Für die Mannschaft aus der Hauptstadt Finnland spielte er insgesamt sechs Saisons. Dabei erreichte die Mannschaft um den Center die Playoffs in der Saison 2001/02 und 2002/03. Anschliessend konnte er sich mit Helsingfors nicht mehr für die Playoffs qualifizieren.
Am 13. Januar 2006 verkündete Chur Unihockey, dass der Finne zur Saison 2006/07 zu Chur wechseln wird. Er erzielte in seiner ersten Saison 22 Tore und 21 Assists. Trotzdem verliess er am Ende der Saison Chur in Richtung Turku.
Nach nur einer Saison verliess Koskelainen Chur zurück in seine Heimat Finnland. Bei Turun Palloseura spielte er zwei Saisons und erzielte dabei 100 Skorerpunkte in der regulären Saison. Turku erreichte in beiden Jahren die Playoffs, wobei Koskelainen weitere 15 Skorerpunkte beisteuern konnte.
Zur Saison 2009/10 erfolgte der erneute Wechsel in den Kanton Graubünden. Insgesamt steuerte Koskelainen in sechs Saisons mehr als 200 Skorerpunkte bei. Mit Chur erreichte er ein Mal das Halbfinale der Schweizer Meisterschaft, wo die Mannschaft gegen am HC Rychenberg scheiterte.
Am 10. April 2015 gab der HCR bekannt, dass Koskelainen der 32-jährige Offensivspieler zur Saison 2015/16 nach Winterthur wechseln wird. Mit dem HC Rychenberg Winterthur nahm er am Schweizer Cupfinal 2017 in der Swiss Arena teil. Die Vertragsverlängerung mit Koskelainen wurde am 24. Februar 2017 vom HC Rychenberg Winterthur bekanntgegeben. Sein neuer Kontrakt endet nach Ablauf der Saison 2017/18.

### Nationalmannschaft
Drei Jahre nach seinem Wechsel zum IFK stand er im Alter von 19 Jahren bereits im Kader der finnischen Unihockeynationalmannschaft. Koskelainen wurde mit der Nationalmannschaft 2008 mit einem 7:6-Sieg über Schweden Weltmeister.

## Trainerkarriere
Nach der Saison 2016/17 wechselte Kari Koskelainen als Assistenztrainer hinter die Bande des HC Rychenberg Winterthur.
Zusätzlich ist er seit März 2018 Assistenztrainer beim Frauen A-Nationalteam der Schweiz.

## Erfolge
- Weltmeister: 2008